# New Astronomy Reviews
New Astronomy Reviews (abrégé en New Astron. Rev.) est une revue scientifique à comité de lecture qui publie des articles de revue spécialisés dans les domaines de l'astronomie et de l'astrophysique.
D'après le Journal Citation Reports, le facteur d'impact de ce journal était de 1,299 en 2009. Actuellement, la direction éditoriale est assurée par un panel d'experts internationaux.

## Histoire
Au cours de son histoire, le journal a changé de nom :
- Vistas in Astronomy, de 1955 à 1997  (ISSN 0083-6656)[3]
- New Astronomy Reviews, depuis 1998  (ISSN 1387-6473)

Le journal a aussi incorporé une revue :
- Astronomy Quarterly, 1977-1991  (ISSN 0364-9229)[4]